# Centro de Convenções da Bahia
O Centro de Convenções da Bahia (CCB) foi um centro de convenções brasileiro localizado em Salvador, capital da Bahia. Localizado no bairro do Stiep, ocupa área de 153 mil metros quadrados, dos quais são 57 mil metros quadrados de área construída. Com estruturação projetada pelo engenheiro Carlos Emílio Meneses Strauch, a edificação se destaca pelas esculturas e pinturas à frente do prédio, que remetem à baianidade e são de autoria do artista plástico soteropolitano Bel Borba, como também pela vista privilegiada para o Oceano Atlântico existente no segundo piso.

## História

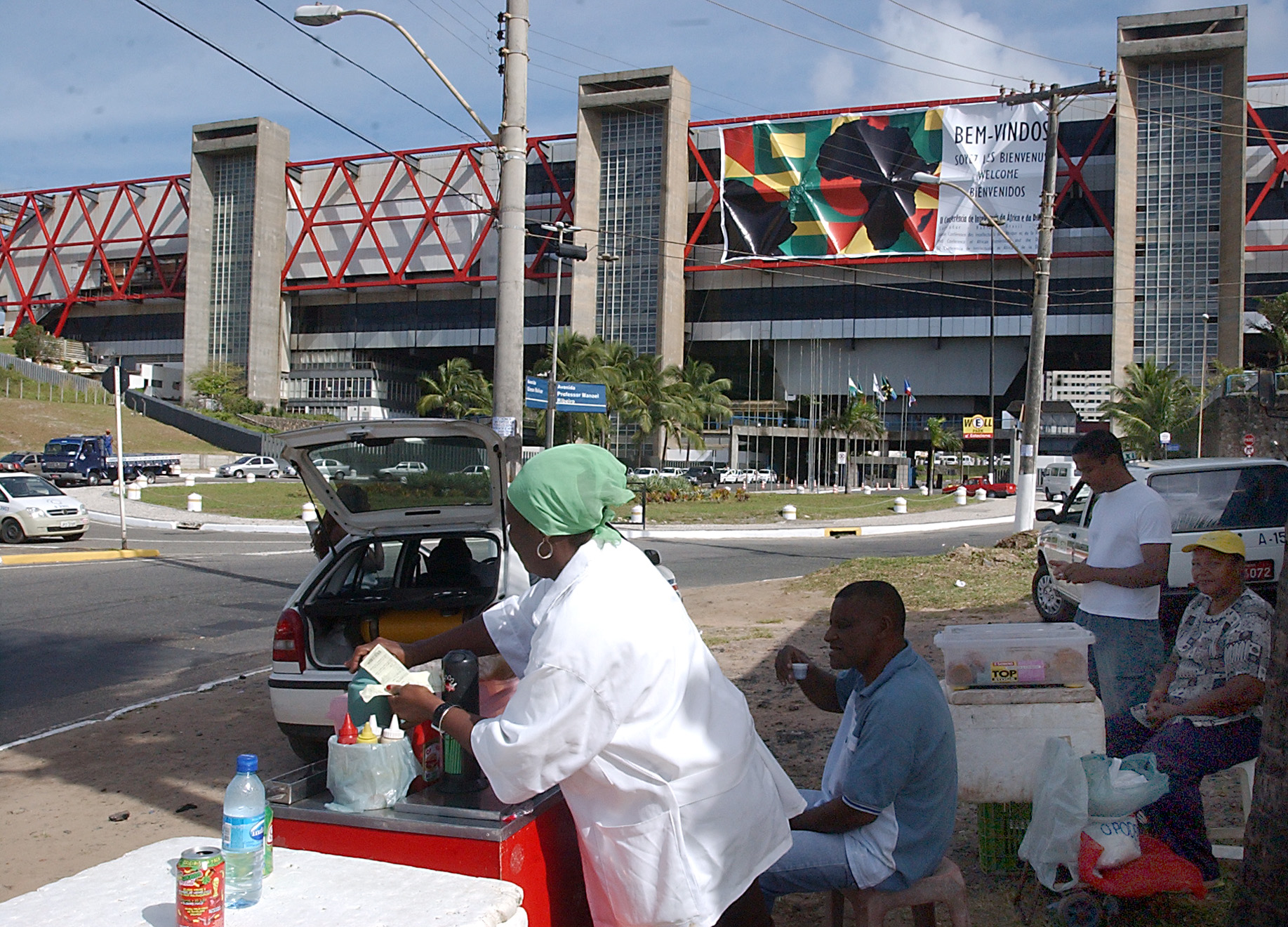
Ambulantes em frente ao Centro de Convenções durante a II CIAD

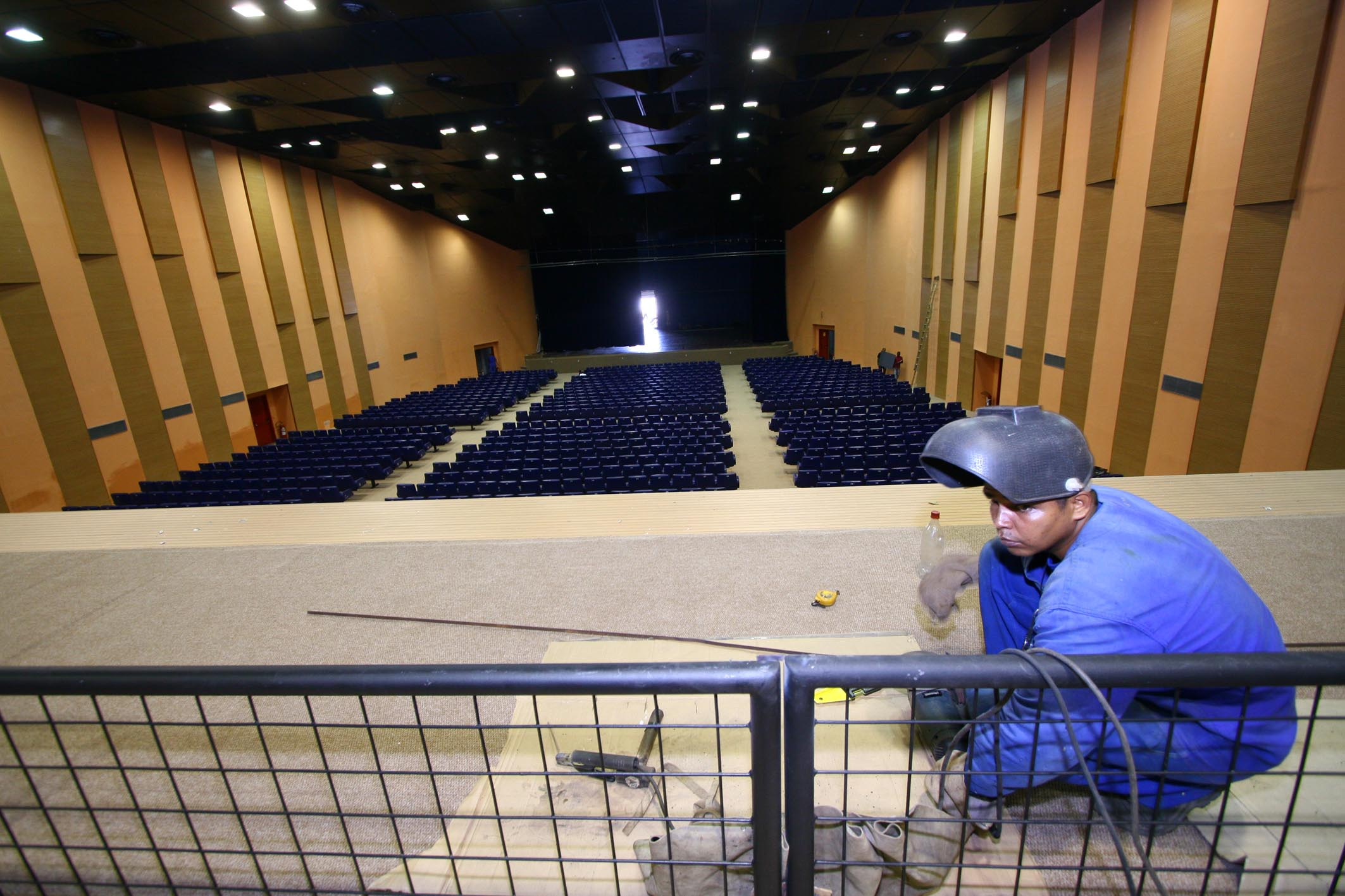
Operário durante a reforma de 2010, no interior do CCB.

Sua inauguração em 1979 mudou profundamente o fluxo turístico na Bahia ao diminuir a sazonalidade em virtude a atração de eventos complementarmente ao até então foco voltado ao verão e às belezas naturais. Foi reformado em 1993.
Na década de 2000, foi o vencedor do Prêmio Caio 2005, importante premiação de setor de eventos.
Sediou a segunda edição da Conferência de Intelectuais da África e da Diáspora (II CIAD), evento promovido pela União Africana (UA) em parceira com órgãos governamentais brasileiros, entre os dias 12 e 14 de julho de 2006.
Em 2010, foi reformado novamente com investimento estadual e federal de aproximadamente 20 milhões de reais, dividido em duas etapas.
Em novembro de 2013, uma bomba d'água que abastecia os banheiros deu defeito e iniciou uma fase negativa para o CCB.
Em 20 de maio de 2015, a Secretaria de Urbanismo de Salvador (Sucom) interditou o espaço por motivos relacionados à insegurança quanto a incêndio, pânico e manutenção predial. Por isso, de setembro de 2015 a outubro de 2016, foram realizadas obras emergenciais, principalmente na fachada, no Teatro Iemanjá e no espaço Orlando, sob o investimento de 15 milhões de reais, com reabertura anunciada para novembro de 2016.

### Desativação e novo centro de convenções
Problemas com o equipamento tem repercutido no turismo da capital baiana com baixos índices de ocupação hoteleira, especialmente entre os meses de julho e novembro, e redução na atração de congressos e outros eventos, na contramão do reconhecimento dos impactos econômicos positivos do turismo de eventos e de investimentos realizados noutras cidades brasileiras. Enquanto isso, são os eventos de portes pequeno e médio que são atraídos à capital baiana a serem realizados na Itaipava Arena Fonte Nova e nas instalações dos hotéis, os demais são direcionados ao Litoral Norte da Bahia.
Diante da situação, na administração do governador Rui Costa, foi projetada a desativação do espaço no Stiep e a construção de um novo equipamento do gênero no bairro do Comércio, no Centro Antigo de Salvador. Ouvido pelo jornal Correio em 2015, o então secretário de turismo Nelson Pelegrino declarou que a intenção do governo estadual é a recuperação do CCB para mantê-lo em funcionamento até a construção de novo equipamento. No mesmo ano, o governador anunciou que a construção poderia ser em terreno dos Fuzileiros Navais por meio de uma parceria público-privada (PPP). Foi veiculado também o valor recebido da venda do terreno do Rodoviária em Pernambués poderia servir de financiamento para, dentre outros projetos, a construção de novo centro de convenções, embora seja apontado que há potencial em Salvador para dois centros e que, segundo estimativas do diretor da empresa de consultorias Hotel Invest, Diogo Canteras, a arrecadação tributária originada pela movimentação dos turistas poderia pagar o investimento em cinco anos de um novo centro.
Na noite de 23 de setembro de 2016, partes do centro localizadas fora de onde estavam sendo concluídas as obras de reforma desabou e feriu levemente três pessoas que trabalhavam no local, incluindo dois policiais militares. Dias depois, em 27 de setembro, o governo estadual decidiu pela demolição do empreendimento, em uma operação de desmonte a ser realizada pela empresa responsável pela reforma que estava em andamento, a Metro Engenharia e Consultoria. O acidente suscitou dúvidas sobre a realização do evento do Congresso internacional de Odontologia da Bahia agendado para novembro, que foi transferido para a Arena Fonte Nova, após anúncio da demolição.
Para o desmonte parcial, foi feita chamada pública de empresas interessadas no formato de contratação emergencial com dispensa de licitação, cuja seleção foi vencida pela construtora Magalhães Júnior Locações e Serviços Ltda, conforme anúncio do governo baiano no dia 21 de outubro de 2016. O serviço foi orçado em 1,89 milhão de reais e tem o prazo de 120 dias de duração, contado a partir da ordem de serviço.
Em decorrência do prolongamento das negociações com a Marinha do Brasil sobre a sede do Grupamento de Fuzileiros Navais e da urgência de um novo equipamento, foi apontada a alternativa de construir no terreno do Parque de Exposições, a despeito de críticas da seção baiana da Associação Brasileira da Indústria de Hotéis (ABIH-BA).